# YAML
YAML är ett dataserialiseringsformat som är tänkt att vara lättläst (för människor) och vars syntax har inspirerats av språk som XML och C, liksom det format för elektronisk post som specificeras i RFC 2822. Idén till YAML kom från början från Clark Evans som också konstruerade språket tillsammans med Brian Ingerson och Oren Ben-Kiki.
Namnet YAML är en rekursiv akronym för ”YAML Ain't Markup Language” (YAML är inte ett märkspråk). Tidigt i dess utveckling tolkades akronymen som "Yet Another Markup Language", men uttydningen ändrades senare för att klargöra att YAML har ett mer data-orienterat syfte än många andra markeringsspråk.